# Brenda K. Starr
Brenda K. Starr, nasceu Brenda Kaplan (Nova York, 15 de outubro de  1966) é uma cantora originalmente de música dance/pop, mas agora principalmente de salsa.  Ela é também muito conhecida por seu trabalho nos anos 80 com o estilo de música freestyle.
Starr nasceu de um pai judeu americano, o organista Harvey Kaplan, e de mãe porto riquenha. Seu único álbum a chegar a Billboard 200 foi seu primeiro álbum e que tinha o seu nome. Ela colocou dois grandes sucessos na Billboard Hot 100: "I Still Believe" e "What You See is What You Get". Durante o final dos anos 80, Mariah Carey fez o background vocals para Starr, e Starr ajudou Carey a conseguir um contrato de gravação entregando um tape demo dela para o executivo da  Columbia Records Tommy Mottola durante uma festa. Depois de deixar a Sony/Columbia, Starr trabalhou em diferentes empregos durante anos para poder sustentar-se e a sua família. Ela retornou a sua carreira, e é uma disc jockey na rádio MIX 102.7, WNEW-FM.

## Discografia

### Álbuns
- 1987 Brenda K. Starr
- 1991 By Heart
- 1997 Te Sigo Esperando
- 1998 No Lo Voy a Olvidar
- 2000 Petalos de Fuego
- 2002 Temptation
- 2005 Atrevete a Olvidarme

### Singles
- 1988 "I Still Believe"
- 1988 "What You See Is What You Get"
- 1991 "No Matter What" (com George LaMond)
- 2004 "So Good: 12" Club Collection